# Bassin boréal
Le Bassin boréal est une vaste structure proposée en 2008 pour expliquer la morphologie particulière de la surface de la planète Mars dans la région de Vastitas Borealis, regroupant les plaines d'Arcadia, d'Amazonis et d'Acidalia Planitia, dont Chryse Planitia serait une « baie » méridionale.

## Géographie
Il s'agirait d'un bassin d'impact unique, peut-être le plus grand de tout le système solaire, aujourd'hui enfoui sous des matériaux géologiquement plus récents, mais encore perceptible par des mesures gravimétriques et altimétriques fines rendues possibles par l'instrument MOLA embarqué sur Mars Global Surveyor. Il couvrirait les quadrangles de Mare Boreum, Diacria, Arcadia, Mare Acidalium, Ismenius Lacus, Casius, Cebrenia, Amazonis, Lunae Palus, Amenthes et Elysium. En 2006, l'instrument MARSIS — Mars Advanced Radar for Subsurface and Ionospheric Sounding — de la sonde européenne Mars Express avait cependant identifié plusieurs grands impacts, et non un seul, dans cette région,.
Le Bassin boréal est également parfois mentionné sur le nom « Bassin polaire nord » en référence à une région de même nom située sur Terre dans l'Océan Arctique à des coordonnées semblables.

## Géologie
L'hypothèse d'une origine météoritique au très fort contraste morphologique, géologique et chronologique entre les vieux terrains cratérisés de l'hémisphère sud et les basses plaines lisses et récentes de l'hémisphère nord de Mars est parmi les premières à avoir été proposées. Des simulations récentes, fondées sur des données topographiques et gravimétriques de la région et publiées en été 2008 dans une série d'articles de la revue Nature, suggèrent l'existence d'un gigantesque bassin elliptique de 8 500 × 10 600 km centré par 67° N et 208° E et couvrant près de 40 % de la surface de la planète, avec peut-être même un anneau central encore décelable, et dont toute la partie méridionale, qui s'étendrait jusqu'aux confins d'Aonia Terra, serait aujourd'hui enfouie sous le renflement de Tharsis. Ce bassin pourrait résulter de la collision à forte inclinaison (30 à 60°) et faible vitesse (de 6 à 10 km/s) d'un très gros impacteur, vraisemblablement une protoplanète parmi celles de 1 600 à 2 700 km de diamètre qui subsistaient peut-être encore parmi les planètes intérieures jusqu'à une centaine de millions d'années après leur formation,, c'est-à-dire il y a plus de 4,45 milliards d'années.